# 熱血同行
『熱血同行』（ねっけつどうこう、簡体字: 热血同行、拼音: Rè Xuè Tóng Xíng、英語: Forward Forever）は、韓露の漫画『艷勢番』を原作とした中国の配信ドラマ。2017年11月から撮影開始、2018年7月にクランクアップ。2020年1月から3月まで動画配信サービスYoukuにて放送された。主演は黄子韜。日本未公開。

## 概要
撮影期間は2017年11月から2018年7月まで。撮影当時のタイトルは『艷勢番之新青年』だったが、後に現タイトルに変わる。

## 登場人物

### 主人公
額爾吉・崇利明/ジェームズ
演 - 黄子韜（少年時代：還雨晨） / 声 - 楊天翔
爵位は多羅哲敏貝勒。神機営副都統→艷勢番番主→護国軍軍員。
満洲正白旗世襲郡王額爾吉・審修の子。愛新覚羅・語初の幼馴染み兼婚約者。母親が語初の母親と友人だったため、二人の婚約が決まっていた。文武両道に通じ、イギリスと日本に留学歴のある帰国子女。英語名はジェームズ。
阿易/易新天
演 - 易烊千璽（幼年時代：馬梓恩、少年時代：董李無憂） / 声 - 蘇尚卿（幼少期：艾一艾）
庶民の少年。艷勢番番員→四川通省大学堂一年生→護国軍軍官（営長）。
孤児。義兄の大傻に育てられた。実母の若婉が新婚帰省の途中に馬賊の首領に捕まり、馬賊村に生まれた。実は楊明と若婉の実子。語初の異母弟。若婉から「真児」と呼ばれる。
馬賊村事件で若婉が楊明に連れて行かれたため、探すために上京した。
正体を隠すため、周覚に「易新天」と名前をもらい、同盟会に入ったばかりの四川通省大学堂一年生の偽装をする。大傻が死んでから周覚を追いかけ中国南部に革命に参加しに行く。
愛新覚羅・語初
演 / 声 - 胡冰卿（少年時代：潘昱多）
清朝宗室。歩軍統領衙門護軍参領→艷勢番番員。
楊明と元妻・元寧の娘。阿易の異母姉。崇利明の幼馴染み兼婚約者。実母を亡くし、父が継室の若婉をもらってから、母方の伯父の哲聿の家に送られた。

### 崇利明一行
瓦格納
演 - 王瑞昌 / 声 - 班闖
満洲鑲藍旗貝子。神機営参領→艷勢番番員→醫者。
崇利明の親友。解剖学と西洋医学専門。晴児と両思いで後に夫婦になる。
可顔辛
演 - 劉源 / 声 - 凌振赫
神機営佐領→艷勢番番員。
崇利明の親友。
司三
演 - 李俊濠 / 声 - 邵彤
神機営参領→艷勢番番員→従軍記者。
崇利明の親友。カメラで情報を集めるのが得意。京城では一流のフォトグラファー。
瘟狗
演 - 王子騰
協瑛小王公→艷勢番番員。
崇利明の親友。
楊真
演 - 呉俊余 / 声 - 陳章太康
歩軍統領衙門副衛→艷勢番番員→北洋軍軍官（副旅長）。
楊明と若婉の養子。元は地元の教会に育てられた孤児。息子を残し連れてこられた若婉が精神障害になってしまったため、楊明に楊府に連れて行かれ「楊真」という名を付けられ、楊家の若として育てられている。阿易が現れてから、母親を奪われたと思い阿易への憎しみが深い。

### 艷勢番

#### 旧部
楊明
演 - 胡亜捷 / 声 - 武文
1代目の番主。若婉の夫。語初と阿易の父。馬賊村事件で阿易に刺され記憶をなくされていた。「黎叔」の名を付け、周覚の身辺警護になる。
舒爾泰
演 - 王仁君 / 声 - 凌雲
2代目の番主。

芮臻
演 - 趙小銳 / 声 - 楊冰雨
番員。九門提督。
善潼
演 - 衛羽
番員。八旗戸軍統領。
索朗
演 - 王侃偉
番員。前鋒参領。
裘貝勒
演 - 邢文傑
番員。宗室貝勒。
時殷
演 - 蕭岱青 / 声 - 厳燕生
番員。散軼大臣。
言敖
演 - 于愛群 / 声 - 万歴
番員。太医院首席。
穆易王爺
演 - 彭博
番員。太后（モデルは慈禧太后）の腹心。梨園愛好者。

#### 新部
額爾吉・崇利明
演 - 黄子韜 / 声 - 楊天翔
3代目の番主。

阿易
演 - 易烊千璽 / 声 - 蘇尚卿

愛新覚羅・語初
演 / 声 - 胡冰卿

瘟狗
演 - 王子騰

瓦格納
演 - 王瑞昌 / 声 - 班闖

可顔辛
演 - 劉源 / 声 - 凌振赫

司三
演 - 李俊濠 / 声 - 邵彤

楊真
演 - 吳俊余 / 声 - 陳章太康

### 神機営
舒爾泰
演 - 王仁君 / 声 - 凌雲
神機営都統。崇利明が兄のように慕う親友。叛乱の疑惑で太后に監禁され、後に殺される。
額爾吉・崇利明
演 - 黄子韜（少年時代：還雨晨） / 声 - 楊天翔

瓦格納
演 - 王瑞昌 / 声 - 班闖

可顔辛
演 - 劉源 / 声 - 凌振赫

司三
演 - 李俊濠 / 声 - 邵彤

### 主人公の家族
額爾吉・審修
演 - 王慶祥 / 声 - 趙述仁
朝廷重臣。崇利明の父。
愛新覚羅・哲聿
演 - 由立平 / 声 - 馮盛
語初の母方の伯父。元寧の兄。
若婉
演 - 許榕真 / 声 - 任怡潔
モンゴル族。楊明の継室。阿易の実母で楊真の養母。楊真に銃で撃たれ殺される。
大傻
演 - 王新宇 / 声 - 傅晨陽（幼少期：王少雍）
阿易と蓮二の幼馴染み。阿易の義兄で親代わり。

### 京城の人々

#### 上林仙館
芳児
演 - 劉芸（少年時代：薛玉蘭） / 声 - 張喆
上林仙館の花魁と思われる芸者。

席仙児
演 - 郭暁婷 / 声 - 徐暢繁
芳児の次に上林仙館の花魁になる。崇利明の知己。楊真の妻になってから暴力をふるわれ続ける。楊真との間には息子（楊帆）が一人いる。
小紅
演 - 林子晴
仙児の下女。仙児が楊真から暴力を受けていることを崇利明に告げる。

#### 青幇
京城の秘密結社。モデルは同名の組織の青幇。
金元城
演 - 林棟甫
青幇幇主。通称は「金先生」。
花九卿
演 - 寧心 / 声 - 白雪
金元城の養女。通称は「太子爺」。
当時10歳の蓮二を青幇に入れ、蓮二の面倒を見ている恩人。
蓮二
演 / 声 - 賀鵬（幼少期：呉志達）
青幇北京堂口堂主。通称は「蓮爺」。
阿易と大傻の幼馴染み。晴児に惹かれる。阿易を殺そうとした時に崇利明に銃で殺される。
ピーター・洪
演 - 李帥
神父。楊真に殺される。
大猫
演 - 潘躍洋
花九卿の下人と警護。

#### 老馬頭羊肉館
老馬頭
演 - 李建義
羊肉館の経営者。
晴児
演 - 王思懿
老馬頭の孫娘。瓦格納のすすめで看護学校に進学し、看護師になる。後に瓦格納の妻になる。

### 中国同盟会
蘇先生
演 - 任洛敏
民主活動家。
宋将軍
演 - 馬可
護国軍将軍。モデルは蔡鍔。
周覚
演 - 苑子文 / 声 - 魏超
書商御曹司→護国軍軍官（営長）。
崇利明が留日時期の同窓で友人。
易新天
演 - 易烊千璽 / 声 - 蘇尚卿

額爾吉・崇利明
演 - 黄子韜（少年時代：還雨晨） / 声 - 楊天翔

黎叔
演 - 胡亜捷 / 声 - 武文
周覚の身辺警護。本名は楊明。

### 西洋人
メアリー
演 - 馬澤涵 / 声 - 閆萌萌
イギリス遠東会社の代表。イギリスに生まれ、イギリス人の養父に育てられた社長令嬢。崇利明の留学時代の恋人。

### 青龍会
小柯
演 - 李俊墨
青龍会当主。芳児の弟。
芳児
演 - 劉芸（少年時代：薛玉蘭） / 声 - 張喆

### 他の登場人物
徳琪王爺
演 - 寧暁志
朝廷重臣。
董蓮海
演 - 張春年
宦官。太后の総管太監。

## 主題歌
| #   | タイトル                           | 作詞       | 作曲   | 歌                                     |
| --- | ---------------------------------- | ---------- | ------ | -------------------------------------- |
| 1.  | 「另一个世界」(オープニングテーマ) | 浅紫、姜帆 | 姜帆   | 南征北戦                               |
| 2.  | 「清歓決」(オープニングテーマ)     | 徐昊       | 李星彤 | 張磊                                   |
| 3.  | 「光的出口」(オープニングテーマ)   | 浅紫       | 都智文 | 張瑋                                   |
| 4.  | 「花開花落」                       | /          | /      | 莫艷琳、余楓                           |
| 5.  | 「少年戦」(エンディングテーマ)     | 徐仲鄰     | 莫艷琳 | 汪蘇瀧                                 |
| 6.  | 「也許是愛情」                     | 浅紫       | 都智文 | 吳莫愁                                 |
| 7.  | 「単身」(劇中歌)                   | 黄子韜     | 黄子韜 | 黄子韜                                 |
| 8.  | 「若有情」(劇中歌)                 | 梁振華     | 譚伊哲 | 劉忻、張陽陽                           |
| 9.  | 「你」(劇中歌)                     | 浅紫       | 李星彤 | 金潤吉                                 |
| 10. | 「少年中国説」                     | 梁啓超     | 浅紫   | 男声合唱団（靳銳、趙晨、朱江、梁文灝） |
| 11. | 「花開九千」                       | 金玟岐     | 金玟岐 | 寧心                                   |